# Grammitis daguensis
Grammitis daguensis är en stensöteväxtart som först beskrevs av Georg Hans Emmo Wolfgang Hieronymus, och fick sitt nu gällande namn av Conrad Vernon Morton. Grammitis daguensis ingår i släktet Grammitis och familjen Polypodiaceae. Inga underarter finns listade.